# Târgu Lăpuș
Târgu Lăpuș – miasto w Rumunii, w okręgu Marmarosz. Liczy 15 tys. mieszkańców (2006).